# Schizonium talcanum
Schizonium talcanum är en mångfotingart som beskrevs av Chamberlin 1955. Schizonium talcanum ingår i släktet Schizonium och familjen storjordkrypare. Inga underarter finns listade i Catalogue of Life.